# جغرافيا رواندا
أرض رواندا مضرسة في جملتها وتضم العديد من المرتفاعات البركانية، حيث الحافة الشرقية للأخدود الأفريقي، فتوجد جبال فيرنجا وبها أعلى قسم البلاد، في شمال غربي رواندا، والقسم الغربي منها جزء من الأخدود الأفريقي، ويسودة نطاق منخفض تتوسطة بحيرة كيفو، ويصرفها نهر روبزي نحو الجنوب نحو بحيرة تنجانيقا، وتسير الحدود السياسية بينها وبين جمهورية الكونغو الديمقراطية عبر البحيرة والنهر، وتشمل الجاري المائية العديدة من نطاق المرتفع في غربي رواندا إلى بحيرة فكتوريا شرقا، وتضم البلاد من البحيرات الصغيرة التي تنتشر في شرقها.
تقع الدولة بأكملها على ارتفاع شاهق: أدنى نقطة هي نهر روسيزي على ارتفاع 950 مترًا (3117 قدمًا) فوق مستوى سطح البحر. تقع رواندا في وسط/شرق إفريقيا، وتحدها جمهورية الكونغو الديمقراطية من الغرب، وأوغندا من الشمال، وتنزانيا من الشرق، وبوروندي من الجنوب. تقع على بعد درجات قليلة جنوب خط الاستواء وهي غير ساحلية. تقع العاصمة كيغالي بالقرب من وسط رواندا.

## المناخ
مناخ رواندا من الطراز الاستوائي، ولا يتمثل هذا النمط إلا في المناطق المنخفضة، أما المرتفاعات فتختلف الأحوال المناخية بها تبعا لاختلاف التضاريس، حيث تعدل الجبال من شدة الحرارة، فتجعل الأحوال الحرارية مقبولة، وتسقط الأمطار في الاعتدالين بكميات وفيرة.